# 藤田敦史
藤田 敦史（ふじた あつし、1976年11月6日 - ）は、福島県白河市（旧：西白河郡東村）出身の陸上競技元選手・現指導者。長距離走・マラソンが専門。清陵情報高等学校、駒澤大学経営学部卒業。世界陸上選手権セビリア大会6位入賞、およびエドモントン大会男子マラソン日本代表（12位）。男子マラソン元日本記録保持者。

## 来歴
駒澤大学時代は、平成7年度〜平成10年度の第72回〜第75回までに4年連続箱根駅伝出場を果たし、当時順天堂大学のエース、三代直樹（富士通、箱根駅伝2区元区間記録保持者）、東海大学の諏訪利成（日清食品、アテネオリンピック男子マラソン6位入賞）らと名勝負を演じた。4年生の時は、三代との2区対決が期待されたが、3月に初マラソンを目前に控えていたことや貧血気味の症状が出たことから2区を回避し、4区を走り1時間00分56秒を記録し、小林雅幸（早稲田大学出身）の持つ区間記録を39秒更新した。この記録は、第82回大会（2006年）で距離が18.5kmに短縮されるまで区間記録として残ったが、第93回大会（2017年）に当時とほぼ同じ区間・距離に戻ってから2年後の第95回大会（2019年）で相澤晃(当時東洋大学3年、藤田と同じ福島県出身)が1時間00分54秒を記録し、参考記録である藤田のタイムを上回った。箱根駅伝後の1999年3月には初マラソンのびわ湖毎日マラソンで瀬古利彦のもつ日本学生記録を20年ぶりに更新。経営学部では、山田勝ゼミナールに所属。
大学卒業後は富士通に入社。1999年8月の世界陸上セビリア大会男子マラソンでは6位入賞を果たすも、同男子マラソンで3位・銅メダルを獲得し翌2000年シドニーオリンピック男子マラソン内定となった佐藤信之には一歩届かなかった。2000年3月のびわ湖毎日マラソンにシドニー五輪代表選出へ再挑戦する予定だったが、故障により欠場。
再起をかけた2000年12月の福岡国際マラソンでは、3度目のマラソンで念願の初優勝。シドニー五輪・金メダリストのゲザハン・アベラなどの強豪に競り勝っての優勝だった。この際に「神様は確かに存在する。そして神様は奇跡を起こしてくれる。しかし、神様は死ぬほど努力をしたものにしか力を貸してくれない。」という言葉を残している。その時の2時間06分51秒は当時の日本男子最高記録、並びに当時の福岡国際マラソン大会新記録だった（なおその2年後、2002年のシカゴマラソンで3位の高岡寿成が藤田の前記録より35秒塗り替え、7年後の2007年福岡国際マラソンで優勝のサムエル・ワンジルが、藤田の前記録より12秒更新）。また、この大会は陸上日本選手権マラソン競技も兼ねており、日本選手権記録でもある。
2001年8月の世界陸上エドモントン大会男子マラソンでメダル獲得が期待されていたが、レース前坐骨神経痛のアクシデントにより力を発揮できず、12位に留まった。その後も足腰の怪我が長引いて満足に走る事が出来ず、オリンピックの男子マラソン日本代表入りは一度も果たせなかった。
2013年3月のびわ湖毎日マラソンに出場するも早々にリタイアとなった。その後、2013年3月26日、所属先の富士通が4月21日の長野オリンピック記念長野マラソンでラストランを表明。しかしマラソン本番で左脹脛に痙攣を起こした為30Km過ぎで涙の途中棄権に終わった。現役引退後は、富士通陸上競技部の長距離コーチに就任。
2015年4月からは富士通から駒澤大学に出向し、駒澤大学陸上競技部コーチに就任することが発表された。
2023年第99回箱根駅伝大会で、駒澤大学が史上5校目となる大学三大駅伝で三冠を成し遂げた後、大八木弘明監督の退任が発表され、同時に藤田の監督就任が発表された。

## 記録
年次ベスト
| 年   | 5000m      | 10000m     | マラソン      |
| ---- | ---------- | ---------- | ------------- |
| 1995 | -          | 29分23秒7  | -             |
| 1996 | 14分06秒80 | 28分53秒06 | -             |
| 1997 | 14分05秒1  | 28分43秒0  | -             |
| 1998 | 14分07秒28 | 28分40秒16 | -             |
| 1999 | -          | -          | 2時間10分07秒 |
| 2000 | 14分02秒58 | 28分19秒94 | 2時間06分51秒 |
| 2001 | -          | 28分37秒68 | 2時間18分23秒 |
| 2002 | 14分13秒37 | -          | 2時間11分22秒 |
| 2003 | 13分55秒62 | 28分25秒71 | -             |
| 2004 | -          | 28分56秒98 | -             |
| 2005 | 14分06秒16 | 28分30秒27 | 2時間09分48秒 |
| 2006 | 14分02秒69 | 28分31秒45 | 2時間11分50秒 |
| 2007 | -          | 28分46秒83 | 2時間10分23秒 |
| 2008 | 13分54秒65 | 28分25秒67 | -             |

## 主な戦績
| 年月       | 大会                         | 種目           | 順位     | 記録          | 備考                 |
| ---------- | ---------------------------- | -------------- | -------- | ------------- | -------------------- |
| 1998年9月  | 世界ハーフマラソン選手権大会 | ハーフマラソン | 30位     | 1時間02分45秒 |                      |
| 1999年3月  | びわ湖毎日マラソン           | フルマラソン   | 2位      | 2時間10分07秒 |                      |
| 1999年8月  | 世界選手権セビリア大会       | フルマラソン   | 6位      | 2時間15分45秒 |                      |
| 2000年12月 | 福岡国際マラソン             | フルマラソン   | 優勝     | 2時間06分51秒 | 日本最高記録（当時） |
| 2001年8月  | 世界選手権エドモントン大会   | フルマラソン   | 12位     | 2時間18分23秒 |                      |
| 2002年3月  | 東亜マラソン                 | フルマラソン   | 優勝     | 2時間11分22秒 |                      |
| 2004年7月  | 札幌国際ハーフマラソン       | ハーフマラソン | 8位      | 1時間02分12秒 |                      |
| 2005年3月  | びわ湖毎日マラソン           | フルマラソン   | 10位     | 2時間12分30秒 |                      |
| 2005年7月  | 札幌国際ハーフマラソン       | ハーフマラソン | 11位     | 1時間03分00秒 |                      |
| 2005年12月 | 福岡国際マラソン             | フルマラソン   | 3位      | 2時間09分48秒 |                      |
| 2006年12月 | 福岡国際マラソン             | フルマラソン   | 8位      | 2時間11分50秒 |                      |
| 2007年2月  | 別府大分毎日マラソン         | フルマラソン   | 優勝     | 2時間10分23秒 |                      |
| 2007年7月  | 札幌国際ハーフマラソン       | ハーフマラソン | 6位      | 1時間02分39秒 |                      |
| 2007年12月 | 福岡国際マラソン             | フルマラソン   | 8位      | 2時間12分29秒 |                      |
| 2009年3月  | 東京マラソン                 | フルマラソン   | 10位     | 2時間14分00秒 |                      |
| 2009年9月  | ベルリンマラソン             | フルマラソン   | 8位      | 2時間12分54秒 |                      |
| 2010年2月  | 熊日30kmロードレース         | 30km           | 優勝     | 1時間29分46秒 |                      |
| 2011年2月  | 別府大分毎日マラソン         | フルマラソン   | 5位      | 2時間12分26秒 |                      |
| 2013年3月  | びわ湖毎日マラソン           | フルマラソン   | 途中棄権 | --            |                      |
| 2013年4月  | 長野マラソン                 | フルマラソン   | 途中棄権 | --            |                      |

## 指導成績

### 駒澤大学指導成績
| 年度 | 出雲駅伝             | 全日本大学駅伝       | 箱根駅伝                                            |
| ---- | -------------------- | -------------------- | --------------------------------------------------- |
| 2023 | 第35回 優勝（2連覇） | 第55回 優勝（4連覇） | 第100回 総合2位 （往路2位、復路2位）                |
| 2024 | 第36回 2位           | 第56回 2位           | 第101回 総合2位 （往路4位、復路優勝（復路新記録）） |